# Lahannya
Lahannya is een Britse zangeres, songwriter en dj, die ook gastvocalen heeft verzorgd voor Soman, Combichrist en Greenhaus. Sinds 2005 vormt ze samen met Lutz Demmler (Umbra et Imago, bas), Belle (Killing Miranda/Nosferatu, drums) en Chris Milder (NFD, gitaar) de Brits-Duitse groep Lahannya. Drummer Belle is eind 2010 vervangen door de Italiaan Luca Mazzucconi (NFD). De muziek van Lahannya kan worden omschreven als industriële rock met een gothic twist, een mix van harde rockriffs met sferische elektroklanken en opzwepende beats.

## Biografie

### Het begin
Lahannya heeft haar eerste plaat, 'Drowning', onder haar eigen label geproduceerd. Het werd zeer positief ontvangen door fanzines en undergroundmuziek-websites wereldwijd. In London heeft Lahannya regelmatig als DJ in de underground club Slimelight gestaan. Dit leidde tot interessante vriendschappen en samenwerkingen, zoals met Soman en Greenhaus.

### Formatie van de band
Tijdens M'Era Luna 2004 ontmoette Lahannya Lutz Demmler, bassist en producent van Umbra et Imago, die de trigger vormde voor de terugkeer van Lahannya naar haar eigen materiaal. Hun ontmoeting leidde tot een goede vriendschap en uiteindelijk tot het samenwerken aan Lahannya's eerste full-length cd. Tegen het eind van 2006 kwamen ook Belle en Chris Milden bij de groep.

### Shotgun Reality
In de herfst van 2007 kwam de cd 'Shotgun Reality' uit. Deze cd valt op door de vereniging van alternatieve rock, powerpop en gothic metal en de vocale stijl en verbeeldende songteksten die Lahannya's kenmerk zijn geworden.

### Welcome to the Underground
De eerste cd werd al snel gevolgd door 'Welcome to the Underground' in de lente van 2008. Sinds 2007 is de groep aan het toeren met artiesten als Emilie Autumn, Moon Kana en ASP, en ook zelf als headliner.

### Defiance
In 2009 verscheen het album 'Defiance', tekstueel de opvolger van 'Welcome to the Underground'. Het verhaal van de albums speelt zich af in een mogelijke toekomst, waar door angst en onverschilligheid een maatschappij is ontstaan waarin alles en iedereen wordt gecontroleerd door de staat. Individualisten, vrije denkers en iedereen die een alternatieve leefstijl zoekt, leeft een schijnleven, altijd op zijn of haar hoede, of is gedwongen om volledig buiten de maatschappij te leven, in de 'underground'. Niet iedereen is bereid te accepteren dat er geen vrijheid meer is en de 'underground' maakt zich klaar om terug te vechten...

### Dystopia
In oktober 2011 is de cd 'Dystopia' uitgekomen, en eind 2010 verscheen een nieuwe single met live dvd, waarop het volledige concert bij Metal Female Voices Fest 2009 staat.

## Discografie
- 2000: Drowning (EP) (Kabuki Records)
- 2007: Bleed for me (Single)
- 2007: Shotgun Reality (Album) (Kabuki Records)
- 2008: Welcome to the Underground (EP) (Kabuki Records)
- 2009: Defiance (Album) (Kabuki Records)
- 2011: Scavenger (Single plus live DVD) (Kabuki Records)
- 2011: Dystopia (Album) (Kabuki Records)